# Georges Victor-Hugo
Pour les articles homonymes, voir Famille Hugo et Hugo.
Georges Victor-Hugo, né Georges Charles Victor Léopold Hugo, né le 16 août 1868 à Bruxelles et mort le 5 février 1925 à Paris, est un peintre et skipper français.
Il est le fils de Charles Hugo et petit-fils de Victor Hugo.

## Biographie
Fils de Charles Hugo, le premier fils de Victor Hugo, et de son épouse Alice Lehaene, Georges Victor-Hugo naît après la mort par méningite dans sa première année d'un premier enfant du couple lui aussi baptisé Georges. 
À l'âge de 3 ans, il perd son père et est élevé par son grand-père Victor qui s'inspire de cette expérience pour son livre L'Art d'être grand-père. Son parrain est le journaliste Henri Rochefort, ami du grand écrivain. 
Il fait ses études au lycée Janson-de-Sailly à Paris et étudie la peinture au côté du peintre Ernest Ange Duez.
Il se marie en 1894 à Paris avec Pauline Ménard-Dorian. Leur fils, Jean Hugo fait lui aussi une carrière de peintre.
Ayant été matelot pendant les trois ans de son service militaire dans la Marine de guerre, il publie en 1896 un recueil de souvenirs à ce sujet, Souvenirs de matelot.
Il participe aux deux courses de classe 1-2 tonneaux aux épreuves de voile aux Jeux olympiques de 1900 à bord du Martha (il est référencé sous le nom de Charles Hugo dans les rapports olympiques). Il remporte la médaille d'argent à l'issue de la première course et la médaille de bronze à l'issue de la seconde. 
Divorcé, il se remarie en 1901 avec Dora Charlotte Dorian (fille d'un député), cousine germaine de sa première épouse.
En 1902 il obtient de changer son nom en Victor-Hugo et signe désormais ses toiles Georges Victor-Hugo ou du monogramme G.V.H.
Lors de la guerre de 1914-1918, il s'engage  - il a 46 ans - et en profite pour dessiner des scènes de tranchée qui seront exposées au musée des Arts décoratifs. Il est décoré de la Croix de Guerre avec citation à l'ordre de l'armée pour sa bravoure en tant qu'officier de liaison. 
En février 1925, à 56 ans, Georges Hugo meurt d'une congestion pulmonaire, dans la misère et criblé de dettes, dans une chambre modeste au 2, rue de l'Élysée à Paris.

## Œuvres
- Gray, musée Baron-Martin : Sur la plage, pastel, 22 × 28 cm.
- Paris, maison de Victor Hugo.
- Localisation inconnue : collection de ses dessins de tranchée, présentée à Paris au musée de l'Armée en 2014 dans l'exposition Vu du front. Représenter la Grande Guerre[8].

## Décoration
- Croix de guerre 1914–1918, étoile de bronze

## Publications
- Souvenirs d'un matelot, recueil de souvenirs, éditions  G. Charpentier et E. Fasquelle, 1896.
- Mon Grand-père, livre de souvenirs, Éditions Calmann-Lévy, 1902 ; réédité en 1931 (lire en ligne sur Gallica).

## Exposition
- Georges Hugo, l'art d'être petit-fils, Maison de Victor Hugo, Paris, du 10 novembre 2023 ou 10 mars 2024[9]

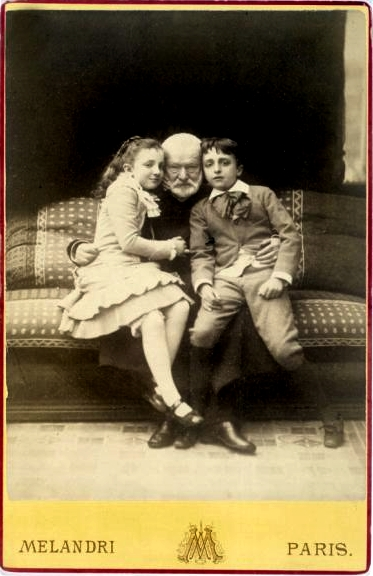
Achille Mélandri, Victor Hugo avec Georges et Jeanne (vers 1881), Guernesey, Hauteville House.
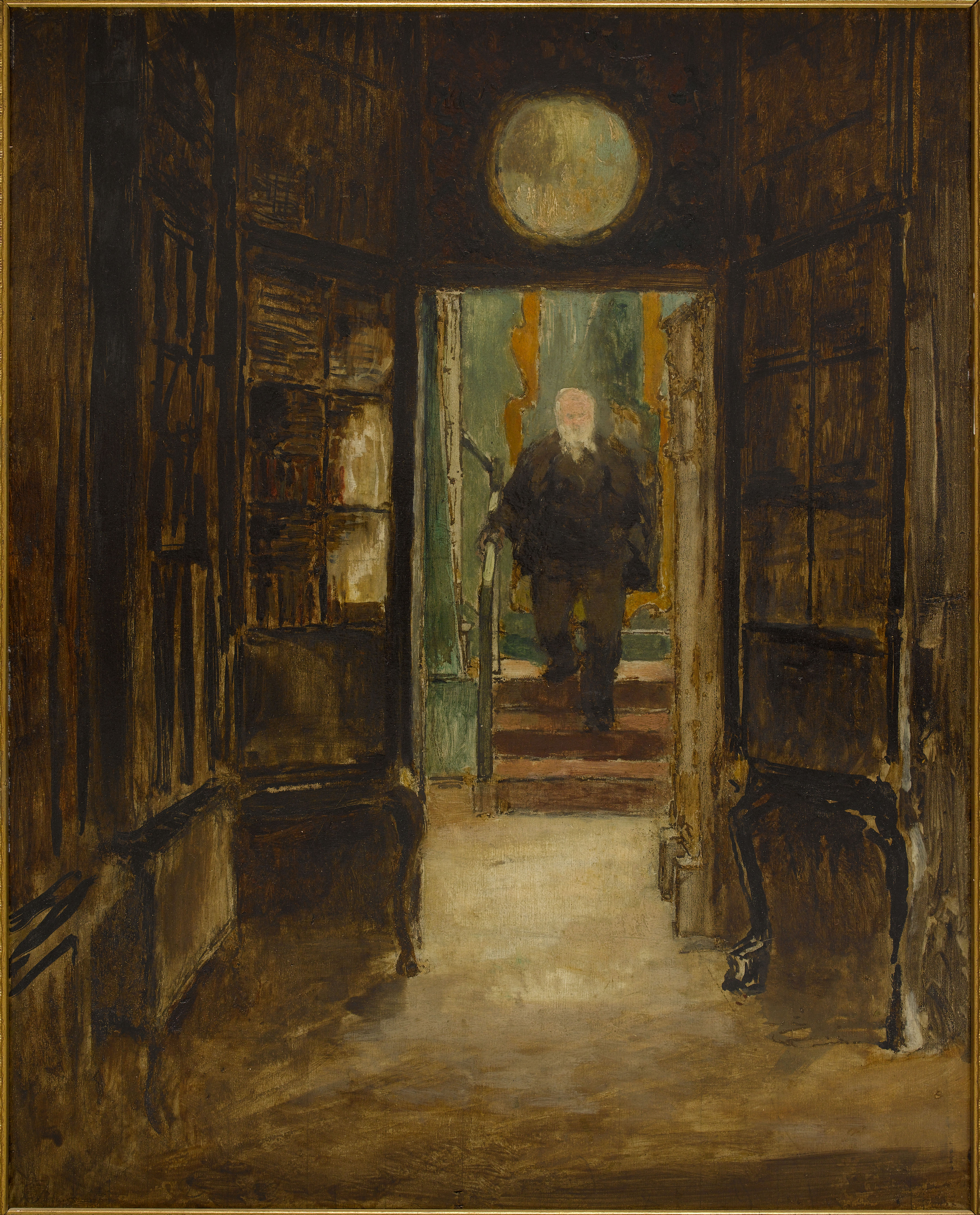
Georges-Victor Hugo, Victor Hugo descendant de son cabinet de travail à Hauteville House (vers 1880), Paris, maison de Victor Hugo.
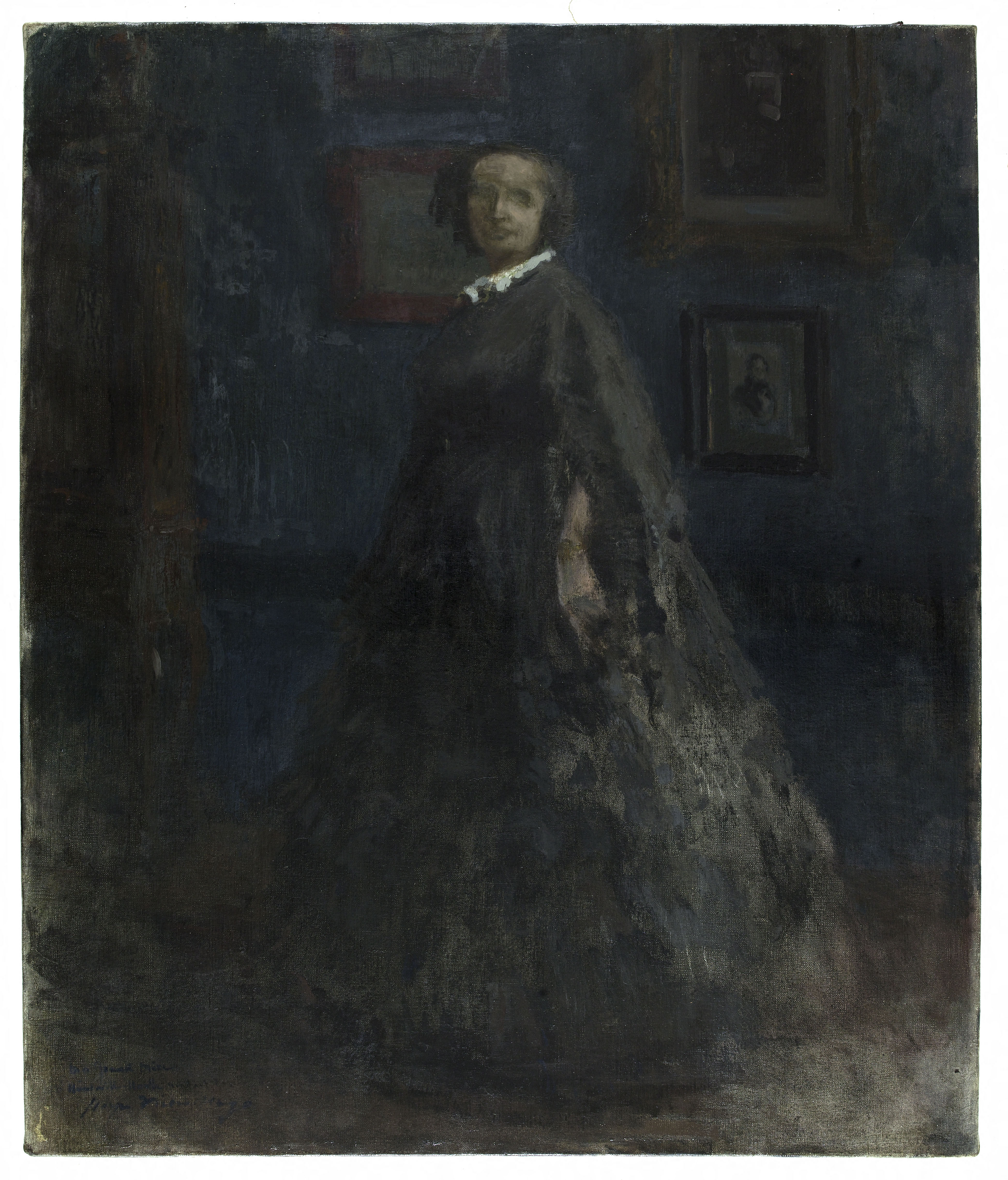
Georges-Victor Hugo, Portrait de Madame Victor Hugo, Paris, maison de Victor Hugo.
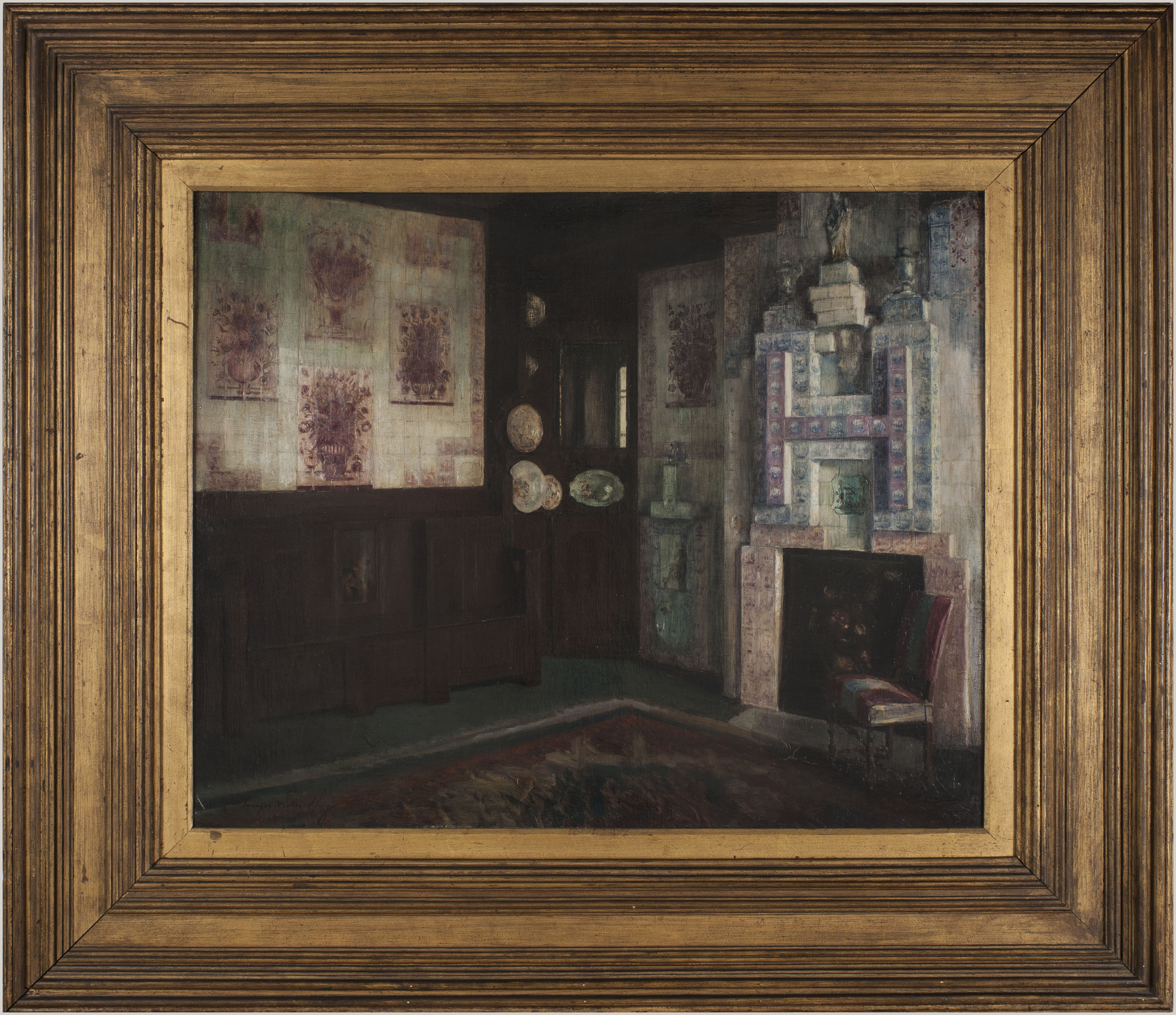
Georges-Victor Hugo, La Salle à manger à Hauteville House, Paris, maison de Victor Hugo.

## Pour approfondir